# 1969年
1969年（1969 ねん）は、西暦（グレゴリオ暦）による、水曜日から始まる平年。昭和44年。
この項目では、国際的な視点に基づいた1969年について記載する。 

## 他の紀年法
- 干支：己酉（つちのと とり）
- 日本（月日は一致）
  - 昭和44年
  - 皇紀2629年
- 中華民国（月日は一致）
  - 中華民国58年
- 朝鮮（月日は一致）
  - 主体58年
- 仏滅紀元：2511年10月13日 - 2512年閏9月7日
- イスラム暦：1388年10月11日 - 1389年10月21日
- ユダヤ暦：5729年4月11日 - 5730年4月22日
- 修正ユリウス日 (MJD)：40222 - 40586
- リリウス日 (LD)：141063 - 141427

※主体暦は、朝鮮民主主義人民共和国で1997年に制定された。

## カレンダー
| 1月 |    |    |    |    |    |    |
| 日  | 月 | 火 | 水 | 木 | 金 | 土 |
|     |    |    | 1  | 2  | 3  | 4  |
| 5   | 6  | 7  | 8  | 9  | 10 | 11 |
| 12  | 13 | 14 | 15 | 16 | 17 | 18 |
| 19  | 20 | 21 | 22 | 23 | 24 | 25 |
| 26  | 27 | 28 | 29 | 30 | 31 |    |
|     |    |    |    |    |    |    |

| 2月 |    |    |    |    |    |    |
| 日  | 月 | 火 | 水 | 木 | 金 | 土 |
|     |    |    |    |    |    | 1  |
| 2   | 3  | 4  | 5  | 6  | 7  | 8  |
| 9   | 10 | 11 | 12 | 13 | 14 | 15 |
| 16  | 17 | 18 | 19 | 20 | 21 | 22 |
| 23  | 24 | 25 | 26 | 27 | 28 |    |
|     |    |    |    |    |    |    |

| 3月 |    |    |    |    |    |    |
| 日  | 月 | 火 | 水 | 木 | 金 | 土 |
|     |    |    |    |    |    | 1  |
| 2   | 3  | 4  | 5  | 6  | 7  | 8  |
| 9   | 10 | 11 | 12 | 13 | 14 | 15 |
| 16  | 17 | 18 | 19 | 20 | 21 | 22 |
| 23  | 24 | 25 | 26 | 27 | 28 | 29 |
| 30  | 31 |    |    |    |    |    |
|     |    |    |    |    |    |    |

| 4月 |    |    |    |    |    |    |
| 日  | 月 | 火 | 水 | 木 | 金 | 土 |
|     |    | 1  | 2  | 3  | 4  | 5  |
| 6   | 7  | 8  | 9  | 10 | 11 | 12 |
| 13  | 14 | 15 | 16 | 17 | 18 | 19 |
| 20  | 21 | 22 | 23 | 24 | 25 | 26 |
| 27  | 28 | 29 | 30 |    |    |    |
|     |    |    |    |    |    |    |

| 5月 |    |    |    |    |    |    |
| 日  | 月 | 火 | 水 | 木 | 金 | 土 |
|     |    |    |    | 1  | 2  | 3  |
| 4   | 5  | 6  | 7  | 8  | 9  | 10 |
| 11  | 12 | 13 | 14 | 15 | 16 | 17 |
| 18  | 19 | 20 | 21 | 22 | 23 | 24 |
| 25  | 26 | 27 | 28 | 29 | 30 | 31 |
|     |    |    |    |    |    |    |

| 6月 |    |    |    |    |    |    |
| 日  | 月 | 火 | 水 | 木 | 金 | 土 |
| 1   | 2  | 3  | 4  | 5  | 6  | 7  |
| 8   | 9  | 10 | 11 | 12 | 13 | 14 |
| 15  | 16 | 17 | 18 | 19 | 20 | 21 |
| 22  | 23 | 24 | 25 | 26 | 27 | 28 |
| 29  | 30 |    |    |    |    |    |
|     |    |    |    |    |    |    |

| 7月 |    |    |    |    |    |    |
| 日  | 月 | 火 | 水 | 木 | 金 | 土 |
|     |    | 1  | 2  | 3  | 4  | 5  |
| 6   | 7  | 8  | 9  | 10 | 11 | 12 |
| 13  | 14 | 15 | 16 | 17 | 18 | 19 |
| 20  | 21 | 22 | 23 | 24 | 25 | 26 |
| 27  | 28 | 29 | 30 | 31 |    |    |
|     |    |    |    |    |    |    |

| 8月 |    |    |    |    |    |    |
| 日  | 月 | 火 | 水 | 木 | 金 | 土 |
|     |    |    |    |    | 1  | 2  |
| 3   | 4  | 5  | 6  | 7  | 8  | 9  |
| 10  | 11 | 12 | 13 | 14 | 15 | 16 |
| 17  | 18 | 19 | 20 | 21 | 22 | 23 |
| 24  | 25 | 26 | 27 | 28 | 29 | 30 |
| 31  |    |    |    |    |    |    |
|     |    |    |    |    |    |    |

| 9月 |    |    |    |    |    |    |
| 日  | 月 | 火 | 水 | 木 | 金 | 土 |
|     | 1  | 2  | 3  | 4  | 5  | 6  |
| 7   | 8  | 9  | 10 | 11 | 12 | 13 |
| 14  | 15 | 16 | 17 | 18 | 19 | 20 |
| 21  | 22 | 23 | 24 | 25 | 26 | 27 |
| 28  | 29 | 30 |    |    |    |    |
|     |    |    |    |    |    |    |

| 10月 |    |    |    |    |    |    |
| 日   | 月 | 火 | 水 | 木 | 金 | 土 |
|      |    |    | 1  | 2  | 3  | 4  |
| 5    | 6  | 7  | 8  | 9  | 10 | 11 |
| 12   | 13 | 14 | 15 | 16 | 17 | 18 |
| 19   | 20 | 21 | 22 | 23 | 24 | 25 |
| 26   | 27 | 28 | 29 | 30 | 31 |    |
|      |    |    |    |    |    |    |

| 11月 |    |    |    |    |    |    |
| 日   | 月 | 火 | 水 | 木 | 金 | 土 |
|      |    |    |    |    |    | 1  |
| 2    | 3  | 4  | 5  | 6  | 7  | 8  |
| 9    | 10 | 11 | 12 | 13 | 14 | 15 |
| 16   | 17 | 18 | 19 | 20 | 21 | 22 |
| 23   | 24 | 25 | 26 | 27 | 28 | 29 |
| 30   |    |    |    |    |    |    |
|      |    |    |    |    |    |    |

| 12月 |    |    |    |    |    |    |
| 日   | 月 | 火 | 水 | 木 | 金 | 土 |
|      | 1  | 2  | 3  | 4  | 5  | 6  |
| 7    | 8  | 9  | 10 | 11 | 12 | 13 |
| 14   | 15 | 16 | 17 | 18 | 19 | 20 |
| 21   | 22 | 23 | 24 | 25 | 26 | 27 |
| 28   | 29 | 30 | 31 |    |    |    |
|      |    |    |    |    |    |    |

## 出来事

### 1月
- 1月1日 - チェコスロバキアが連邦制を導入。
- 1月16日 - チェコスロバキアの大学生ヤン・パラフがプラハのヴァーツラフ広場でワルシャワ条約機構軍の侵攻によるプラハの春圧殺に抗議して焼身自殺を図る。パラフは3日後に死去。
- 1月16日 - ソ連の有人宇宙船・ソユーズ4号とソユーズ5号が史上初の有人宇宙ドッキングに成功。
- 1月16日 - アメリカ合衆国初の実用高速列車「メトロライナー」が営業運転を開始する。
- 1月20日 - リチャード・ニクソンが第37代アメリカ合衆国大統領に就任。

### 2月
- 2月15日 - 日本でブルーボーイ事件判決[1]。
- 2月17日 - トヨタ自動車が「ダイナ」をモデルチェンジ（9月には「マッシーダイナ」を発売）。

### 3月
- 3月1日 - 富士重工業が「ff-1」を発売（「スバル・1000」のマイナーチェンジで、1970年7月に「ff-1 1300G」へ移行）。
- 3月2日 - 中ソ国境紛争（珍宝島事件／ダマンスキー島事件）勃発。
- 3月17日 - 東洋工業（現・マツダ）が「ポーターキャブ」を発売（10月には「ルーチェロータリークーペ」を発売）。
- 3月30日 - フランシーヌ・ルコント（Francine Lecomte）がパリで政治活動中に焼身自殺。後に、日本において彼女を題材にした歌「フランシーヌの場合」（新谷のり子）がヒットする。

### 4月
- 4月1日 - 日本人の一般海外旅行における1回あたりの外貨持ち出し制限が、従来の500USドルから700USドルに緩和される。
- 4月7日 - 永山則夫連続射殺事件の犯人・永山則夫を逮捕[2]（事件で使用された拳銃は在日アメリカ海軍・横須賀海軍施設から盗まれたもの）。
- 4月15日 - アメリカ海軍の早期警戒機EC-121が朝鮮人民軍に撃墜され乗員全員が死亡する(詳細は「アメリカ海軍EC-121機撃墜事件」を参照)。
- 4月15日 - 本田技研工業が同社初の4ドアセダン「ホンダ・1300」を発売。
- 4月28日 - シャルル・ド・ゴールがフランス大統領を辞任。

### 5月
- 5月26日 - 日本の東名高速道路が全区間開通（全線開通は1971年12月21日）[3][4][5]。
- 5月30日 - イギリスのキュナードが、クイーン・エリザベス2号を就航。

### 6月
- 6月8日 - 南ベトナム解放民族戦線、南ベトナム共和国臨時革命政府を樹立。
- 6月10日 - 日本のGNP（国民総生産）が西ドイツを抜いて西側世界第2位となった[6]ことを同国の経済企画庁が発表[7]。
- 6月12日 - 日本初の原子力船「むつ」が進水式[7][8]。
- 6月28日 - ニューヨークでストーンウォールの反乱が起きる。

### 7月
- 7月7日 - カナダで公用語法成立、英語・フランス語双方が公用語規定される。
- 7月8日 - IBMによって開発されたトランザクション処理システム、CICSが発売。
- 7月14日 - サッカー戦争: エルサルバドル軍がホンジュラスに侵攻。
- 7月15日 - ジョルジュ・ポンピドゥがフランス大統領に就任。
- 7月18日 - エドワード・ケネディ上院議員が飲酒運転の末に自動車事故を起こした際、死体遺棄で大きなスキャンダルとなる（詳細は「チャパキディック事件」を参照）。
- 7月20日 - アポロ11号が人類初の有人月面着陸を果たす。
- 夏季 - ガーナを起点として急性出血性結膜炎（アポロ病）が世界的に大流行する。

### 8月
- 8月9日 - 日本漁船が歯舞群島沖でソ連警備艇と衝突し沈没。11人死亡。
- 8月14日 - 北アイルランド問題: イギリス軍が北アイルランドの宗教紛争に介入 (en:Operation Banner) 。
- 8月15日〜8月17日 - ウッドストック・フェスティバル開催。[9]
- 8月27日 - 松竹映画『男はつらいよ』（渥美清主演・山田洋次監督）公開（シリーズは1995年まで全48作製作）[10]。

### 9月
- 9月6日 - 新東京国際空港建設開始。
- 9月23日 - 中国が第1回地下核実験を行う。

### 10月
- 10月1日 - 日本の宇宙開発事業団（NASDA）発足。
- 10月5日 - スピードシンボリ号が日本馬として初めてフランスの凱旋門賞に挑戦。24頭中10着に敗れる。
- 10月7日 - 日本の野球界で黒い霧事件発覚[8]。西鉄の永易将之投手など数球団の主力選手が永久追放受ける。
- 10月9日 - 読売新聞社社主で日本テレビ放送網創業者の正力松太郎が死去[11]。
- 10月10日 - 日本の巨人、金田正一投手が400勝達成[8][11]。
- 10月21日 - ソマリアでクーデターが起きモハメド・シアド・バーレ少将が実権を掌握。
- 10月21日 - 国際反戦デーにあたるこの日、日本の新左翼各派は新宿を中心に各地で機動隊と衝突[8][12]。この事件での逮捕者は1594人に上り過去最大となった（10.21国際反戦デー闘争）。
- 10月29日 - 日本で人工甘味料チクロの使用が禁止される[8][13]。
- 10月29日 - 午後10時30分 (アメリカ時間) インターネットの原型であるARPANETで、UCLA（カリフォルニア大学ロサンゼルス校）からスタンフォード大学に初めてメッセージ（LとO）が送信される。情報化時代の幕開けとなる。[14]

### 11月
- 11月10日 - アメリカの教育番組『セサミストリート』が放送開始。
- 11月16日 - 翌日にかけて日本の新左翼各派は佐藤栄作首相の訪米を実力阻止すべく、武装した行動隊を羽田空港に送り込んだ。10月21日の国際反戦デー闘争の時よりもさらに多い2500人超の逮捕者を出した（佐藤首相訪米阻止闘争）[3][15]。
- 11月17日 - 日本の佐藤栄作首相が訪米[3][15]。
- 11月21日 - 佐藤栄作首相がニクソン大統領と会談し、日米共同声明を発表[3]。3年後の沖縄返還合意を取り付ける[15]。
- 11月30日 - 世界初の界磁チョッパ制御車、東京急行電鉄8000系デビュー。

### 12月
- 12月1日 - 住友銀行（現・三井住友銀行）が日本初の現金自動支払機（CD）を東京・新宿支店と大阪・梅田支店に設置[16]。
- 12月25日 - セイコーが世界初のクォーツ式腕時計「アストロン」を発表。クォーツショックと呼ばれる業界の大規模な構造変化をもたらす。
- 12月27日 - 日本で第32回衆議院議員総選挙投票[3][17]。自由民主党が288議席を獲得し圧勝。小沢一郎、浜田幸一、森喜朗、渡部恒三、羽田孜、綿貫民輔、土井たか子、不破哲三らが初当選 。

### 日付不詳
- 埼玉県初の民間テニスクラブであるむさしの村ローンテニスクラブ（埼玉県加須市）が創設。
- 埼玉県加須市にある遊園地、緑の中のファミリーランドむさしの村が開業。

## 芸術・文化

### 音楽
- ローリング・ストーンズ 「ホンキー・トンク・ウィメン」
- クリーデンス・クリアウォーター・リバイバル「フォーチュネイト・サン」 「バッド・ムーン・ライジング」
- ジェームス・ブラウン 「マザー・ポップコーン」
- フィフス・ディメンション 「輝く星座/レット・ザ・サンシャイン・イン」
- スライ&ザ・ファミリー・ストーン「エヴリデイ・ピープル」 「ホット・ファン・イン・ザ・サマータイム」
- マーヴィン・ゲイ 「悲しいうわさ」「ハートがいっぱい」
- テンプテーションズ 「悲しいへだたり」
- BS&T 「スピニング・ホイール」
- ビートルズ「カム・トゥゲザー」

### 映画
- 洋画
  - 女王陛下の007［英］
  - 明日に向って撃て!［米］
  - 華麗なる週末［米］
  - 真夜中のカーボーイ［米］
  - イージー・ライダー［米］

- 邦画
  - ゴジラ・ミニラ・ガバラ オール怪獣大進撃
  - ガメラ対大悪獣ギロン
  - コント55号 宇宙大冒険

## 誕生

### 1月
- 1月1日 - ビエンベニード・セデーニョ、元野球選手
- 1月2日 - 上口龍生、マジシャン
- 1月2日 - トミー・モリソン、プロボクサー（+ 2013年[18]）
- 1月3日 - ミハエル・シューマッハ、F1レーサー
- 1月3日 - ヤルモ・レーティネン、ラリーコ・ドライバー
- 1月3日 - 吉田栄作、俳優
- 1月3日 - 黒瀬蛙一、ミュージシャン(元flow-war)
- 1月3日 - 名洗将之、プロ野球選手
- 1月4日 - 宮本延春、私立豊川高校教諭
- 1月5日 - マリリン・マンソン、ハードロックボーカリスト
- 1月5日 - 川尻哲郎、元プロ野球選手
- 1月8日 - 井岡弘樹、プロボクサー
- 1月9日 - 水口栄二、元プロ野球選手
- 1月9日 - 清水市代、女流棋士
- 1月10日 - 高見広春、小説家
- 1月11日 - 氷上恭子、声優
- 1月11日 - ベン・リベラ、元プロ野球選手
- 1月11日 - マニー・アクタ、MLB指導者、元マイナーリーガー
- 1月13日 - 池江泰寿、調教師
- 1月14日 - デイヴ・グロール、ミュージシャン、(フー・ファイターズ)
- 1月15日 - デライノ・デシールズ、メジャーリーガー
- 1月16日 - デッド、ミュージシャン (メイヘム)(+ 1991年)
- 1月17日 - 安芸ノ州法光、元大相撲力士
- 1月17日 - ティエスト、DJ、音楽プロデューサー
- 1月19日 - 佐野信義、ゲームミュージック作曲家
- 1月19日 - 柴田博、アナウンサー
- 1月20日 - ジョセフ・オツオリ、陸上選手(+ 2006年)
- 1月21日 - 猫井椿(旧名: 猫井みっく)、漫画家(CLAMP)
- 1月25日 - 浅岡雄也、ミュージシャン(FIELD OF VIEW)
- 1月25日 - 筒井孝、元プロ野球選手
- 1月27日 - 小山田圭吾、ミュージシャン
- 1月29日 - hyde、ミュージシャン(L'Arc〜en〜Ciel)
- 1月29日 - 山口素弘、元プロサッカー選手（元日本代表キャプテン）、サッカー指導者
- 1月29日 - 呂比須ワグナー、元プロサッカー選手（元日本代表）、サッカー指導者

### 2月
- 2月1日 - ガブリエル・バティストゥータ、元サッカー選手
- 2月3日 - ボー・バイデン、アメリカ合衆国副大統領ジョー・バイデンの息子でデラウェア州司法長官（+2015年）
- 2月3日 - レティーフ・グーセン、プロゴルファー
- 2月3日 - 前田浩二、元サッカー選手
- 2月5日 - 木内秀信、声優
- 2月6日 - 福山雅治、俳優、ミュージシャン、写真家、タレント
- 2月6日 - 吉留孝司、騎手
- 2月7日 - ハッピハッピー。、お笑いタレント
- 2月7日 - 西垣淳子、経産官僚
- 2月7日 - 古賀誠、アニメーター、キャラクターデザイナー
- 2月8日 - いがらし寒月(旧名: 五十嵐さつき)、漫画家(CLAMP)
- 2月8日 - 賀谷英司、元サッカー選手
- 2月10日 - 久保田恭之、映像作家
- 2月10日 - 大美健二、プロ野球選手
- 2月11日 - 小畑健、漫画家、イラストレーター
- 2月11日 - 長谷川祥之、元サッカー選手
- 2月11日 - アンチェイン梶、元プロボクサー
- 2月12日 - アンネリ・ドレッカー、ノルウェーの歌手
- 2月13日 - オーランド・ミラー、元メジャーリーガー
- 2月14日 - マルシア、タレント
- 2月14日 - 宮田かずこ、女優
- 2月15日 - 小市慢太郎、俳優
- 2月19日 - 小川恵理子、タレント
- 2月19日 - かとうれいこ、元タレント
- 2月20日 - 渡辺梓、女優
- 2月20日 - 藤沢まりの、元AV女優
- 2月21日 - 鈴木康博、元プロ野球選手
- 2月22日 - ブライアン・ラウドルップ、元サッカー選手
- 2月22日 - 鈴木早智子、女優、タレント(Wink)
- 2月22日 - 渡瀬マキ、ミュージシャン(LINDBERG)
- 2月23日 - 宮川一彦、元プロ野球選手
- 2月24日 - キム・スンウ、俳優
- 2月24日 - 朝倉圭矢、俳優
- 2月24日 - 崔承燉、KBSアナウンサー
- 2月26日 - 崎元仁、作曲家(ファイナルファンタジーXII他)
- 2月26日 - 王丹、中国民主化運動活動家
- 2月27日 - 富田靖子、女優
- 2月27日 - 田畑一也、元プロ野球選手

### 3月
- 3月1日 - ダグ・クリーク、元プロ野球選手
- 3月1日 - 葉山みどり、元AV女優
- 3月2日 - 安藤浩和、作曲家
- 3月3日 - サイモン・ウィットロック、プロダーツプレイヤー　PDC(プロフェッショナル・ダーツ・コーポレイション)所属
- 3月4日 - 白井康勝、元プロ野球選手
- 3月5日 - 夏樹リオ[19]、声優
- 3月7日 - ゆうきとも、マジシャン
- 3月8日 - 森廣二、元プロ野球選手
- 3月8日 - 竹内康博、スタントマン、スーツアクター、俳優
- 3月9日 - 野田英樹、レーサー
- 3月11日 - 中村江里子、元フジテレビアナウンサー
- 3月11日 - 井浦秀知、元俳優、元歌手
- 3月11日 - 小林十市、バレエダンサー・振付師
- 3月11日 - テレンス・ハワード、俳優
- 3月12日 - 肥後かおり、プロゴルファー
- 3月12日 - 岡村明美、声優
- 3月13日 - 船木誠勝、格闘家
- 3月13日 - 加地倫三、テレビ朝日ディレクター
- 3月14日 - 山口智充、お笑いタレント(DonDokoDon)
- 3月14日 - 花田美恵子、ファッションモデル
- 3月15日 - 武豊、騎手
- 3月15日 - 武藤潤一郎、元プロ野球選手
- 3月18日 - 芳本美代子、女優・タレント
- 3月18日 - 小池秀郎、元プロ野球選手
- 3月19日 - 蛯名正義、元騎手、現調教師
- 3月19日 - 浪之花教隆、元大相撲力士・小結
- 3月19日 - 野田知、元サッカー選手
- 3月19日 - Mana（ギター）、ミュージシャン MALICE MIZER
- 3月21日 - アリ・ダエイ、サッカー選手
- 3月21日 - 土田世紀、漫画家（+ 2012年）
- 3月22日 - 有働由美子、NHKアナウンサー
- 3月24日 - ヨーコ・ゼッターランド、バレーボール選手
- 3月24日 - 郭李建夫、元プロ野球選手
- 3月24日 - 尾崎勇史、元サッカー選手
- 3月25日 - 瀬戸輝信、元プロ野球選手
- 3月25日 - 森合康行、CBCアナウンサー
- 3月25日 - エリック・シュールストロム、元プロ野球選手
- 3月25日 - スコット・サンダース、元プロ野球選手
- 3月25日 - ジェフ・ウォーカー、音楽家
- 3月26日 - 広野准一、プロ野球選手
- 3月27日 - 中嶋聡、プロ野球選手
- 3月28日 - 的場浩司、俳優
- 3月28日 - 川島正一、調教師
- 3月29日 - 吉原孝介、元プロ野球選手
- 3月29日 - 石川智晶、シンガーソングライター(See-Saw)
- 3月30日 - 樹原亜紀、元アイドル(元おニャン子クラブ)
- 3月30日 - 伊平崇耶、アニメーションプロデューサー

### 4月
- 4月1日 - 関川浩一、元プロ野球選手
- 4月2日 - 堀幸一、プロ野球選手
- 4月3日 - 田辺誠一、俳優、映画監督、デジタルクリエイター
- 4月3日 - ケンキ、お笑いタレント（元どーよ）
- 4月3日- クハラカズユキ、ミュージシャン、ドラマー(The Birthday、うつみようこ&YOKOLOCO BAND、M.J.Q,元thee michelle gun elephant)
- 4月3日 - NARASAKI、ギタリスト、ミュージシャン（特撮、COALTAR OF THE DEEPERS）
- 4月4日 - ピョートル・アンデルジェフスキ、ピアニスト
- 4月5日 - 杉浦幸、女優
- 4月5日 - 千堂あきほ、女優
- 4月5日 - 平良吉照、プロ野球選手
- 4月6日 - ブレット・ブーン、メジャーリーガー
- 4月7日 - ヴァディム・ナウモフ、フィギュアスケート選手
- 4月8日 - ピート・ウォーカー、元プロ野球選手
- 4月8日 - ドゥルス・ポンテス、歌手
- 4月11日 - 森高千里、アイドル, 歌手, シンガーソングライター, ドラマー
- 4月11日 - 寺田千恵、ボートレーサー
- 4月11日 - 新井潔、元プロ野球選手
- 4月12日 - 小寺康雄、NHKアナウンサー
- 4月13日 - 増田政行、元プロ野球選手
- 4月14日 - 亜希、元アイドル
- 4月14日 - ビセンテ・ガリバルド、元マイナーリーガー
- 4月14日 - 八木政義、プロ野球選手
- 4月14日 - ブラッド・オースマス、メジャーリーガー
- 4月15日 - 初鹿明博、元衆議院議員、元東京都議会議員
- 4月15日 - 嶋村カオル、声優（+ 2013年）
- 4月16日 - 高橋建、元プロ野球選手
- 4月16日 - 鈴木健、元プロ野球選手
- 4月17日 - ジェフ・ボール、元プロ野球選手
- 4月17日 - 鎌仲政昭、プロ野球選手
- 4月18日 - 黒田清子（紀宮清子内親王）、日本の元皇族（上皇第一皇女子）
- 4月19日 - 久慈照嘉、元プロ野球選手
- 4月19日 - 礒貝洋光、プロゴルファー、元サッカー選手
- 4月20日 - 大沢樹生、俳優(元光GENJI)
- 4月20日 - 遠藤直人、会社役員(元忍者)
- 4月21日 - 吾妻謙、NHKアナウンサー
- 4月21日 - 久宝留理子、ミュージシャン
- 4月21日 - ジョゼ・シュイナール、フィギュアスケート選手
- 4月22日 - ポール・ゴンザレス、元プロ野球選手
- 4月22日 - ディオン・ダブリン、元サッカー選手
- 4月24日 - 加世田美智久、元プロ野球選手
- 4月24日 - ダーヴィト・ティム、音楽家
- 4月25日 - ENGIN (藤田 尚弘)、俳優、プロダンサー、クリエイター
- 4月25日 - レニー・ゼルウィガー、アメリカの女優
- 4月26日 - 加藤浩次、お笑いタレント(極楽とんぼ)
- 4月27日 - ダーシー・バッセル、バレエダンサー
- 4月27日 - 青山繁、元バレーボール選手
- 4月29日 - 穐田誉輝、カカクコム創業者・代表取締役社長
- 4月29日 - 原元美紀、フリーアナウンサー
- 4月29日 - 加藤博人、元プロ野球選手
- 4月29日 - 宮脇則昭、プロ野球選手
- 4月30日 - 木下智彦、政治家
- 4月30日 - 金田政彦、元プロ野球選手
- 4月30日 - 城友博、元プロ野球選手
- 4月30日 - 上田浩明、元プロ野球選手

### 5月
- 5月1日 - 吉永幸一郎、元プロ野球選手
- 5月1日 - フィル・ハイアット、元プロ野球選手
- 5月1日 - 森山泰行、サッカー選手
- 5月1日 - 玉木雄一郎、政治家(国民民主党)
- 5月5日 - 伊良部秀輝、元プロ野球選手（+2011年）
- 5月5日 - 田原弘毅、構成作家
- 5月5日 - ソフィー・モニオット、フィギュアスケート選手
- 5月6日 - 三瓶宏志、NHKアナウンサー
- 5月6日 - ホセ・イバール、元野球選手
- 5月7日 - 佐藤二朗、俳優
- 5月7日 - 小桧山雅仁、元プロ野球選手
- 5月8日 - 曙太郎、第64代横綱・K-1選手（+ 2024年）
- 5月8日 - 近藤裕貴、政治家、実業家
- 5月9日 - デジ・ウィルソン、元プロ野球選手
- 5月9日 - 水沢英樹、プロ野球選手
- 5月10日 - デニス・ベルカンプ、元サッカー選手
- 5月12日 - 本田透、著作家、小説家
- 5月13日 - ライル・ムートン、元プロ野球選手
- 5月14日 - 後藤孝志、元プロ野球選手
- 5月15日 - 江口孝義、元プロ野球選手
- 5月15日 - エミット・スミス、アメリカンフットボール選手
- 5月16日 - 上原晃、元プロ野球選手
- 5月17日 - 五十嵐充、元Every Little Thing
- 5月17日 - 木戸脇真也、元プロテニス選手
- 5月17日 - 我那覇文章、俳優
- 5月17日 - 森雄一、ディスクジョッキー
- 5月18日 - 槇原敬之、ミュージシャン
- 5月20日 - 高橋和也、俳優(元・男闘呼組)
- 5月21日 - 岡本健一、俳優(元・男闘呼組)
- 5月21日 - 横道毅、俳優
- 5月22日 - 宇多丸、MC(Rhymester)
- 5月22日 - 橋本清、元プロ野球選手
- 5月22日 - 眞中幹夫、元サッカー選手
- 5月23日 - 宮崎隆睦、ミュージシャン
- 5月23日 - 清原雄一、元プロ野球選手
- 5月23日 - 松久保新吾、元プロ野球選手
- 5月23日 - 金杞泰、元野球選手
- 5月23日 - ローレン・アイエロ、レーシングドライバー
- 5月25日 - 二ノ宮知子、漫画家
- 5月26日 - 梁埈赫、野球選手
- 5月28日 - 三田英津子、女子プロレスラー
- 5月28日 - 柳田聖人、元プロ野球選手
- 5月29日 - 諸積兼司、元プロ野球選手
- 5月29日 - 正木慎也、元忍者
- 5月30日 - 河瀨直美、映画監督
- 5月30日 - 北村龍平、映画監督
- 5月31日 - 大村巌、元プロ野球選手

### 6月
- 6月1日 - HIRO、EXILEのリーダー
- 6月3日 - 貴水博之、ミュージシャン(access)
- 6月4日 - 作山和英、元プロ野球選手
- 6月4日 - ロベルト・ペレス、元メジャーリーガー
- 6月5日 - 石貫宏臣、元プロ野球選手
- 6月5日 - 遠山清彦、政治家
- 6月7日 - 加藤高康、プロ野球選手
- 6月10日 - 大神いずみ、フリーアナウンサー
- 6月10日 - 藤田礼子、国交官僚
- 6月12日 - 白石麻子、元アイドル(元おニャン子クラブ)
- 6月14日 - シュテフィ・グラフ、テニス選手
- 6月15日 - 村山聖、将棋棋士(+ 1998年)
- 6月15日 - オリバー・カーン、元サッカー選手
- 6月15日 - アイス・キューブ、歌手、映画監督・俳優
- 6月17日 - ヴィクトール・ペトレンコ、フィギュアスケート選手
- 6月19日 - KABA.ちゃん、振付師・タレント
- 6月19日 - 佐藤慶明、元サッカー選手
- 6月20日 - 工藤めぐみ、元・女子プロレスラー
- 6月21日 - 堀部秀郎、イラストレーター(+ 2006年)
- 6月21日 - コーリー・ポール、元プロ野球選手
- 6月21日 - 富豪富豪夢路、格闘家・ボビナム指導者
- 6月22日 - 西山喜久恵、フジテレビアナウンサー
- 6月22日 - 日月鉄二、元プロ野球選手
- 6月23日 - 愛知治郎、政治家
- 6月25日 - 本田泰人、元サッカー日本代表
- 6月26日 - ロドニー・マイヤーズ、元プロ野球選手
- 6月27日 - 片岡篤史、元プロ野球選手
- 6月28日 - 井口昇、AV監督
- 6月29日 - 松本志のぶ、フリーアナウンサー
- 6月29日 - 橋下徹、弁護士・タレント、元大阪府知事、元大阪市長
- 6月30日 - 野村弘樹、元プロ野球選手

### 7月
- 7月1日 - 桧山進次郎、プロ野球選手
- 7月1日 - 常岡浩介、ジャーナリスト
- 7月2日 - 亀山忍、俳優・タレント（+ 2025年）
- 7月2日 - 亀山努、元プロ野球選手
- 7月2日 - 田口壮、プロ野球選手
- 7月2日 - 山田勝彦、元プロ野球選手
- 7月3日 - 大久保秀昭、元プロ野球選手
- 7月4日 - 三村智保、囲碁棋士
- 7月6日 - 木村哲也、政治家
- 7月7日 - 菊原志郎、元サッカー選手
- 7月8日 - 宮内敦士、声優
- 7月8日 - SUGIZO、ミュージシャン(LUNA SEA・X JAPAN)
- 7月8日 - アーニー・ヤング、元プロ野球選手
- 7月12日 - 竹下潤、元プロ野球選手
- 7月13日 - 葉山レイコ、タレント
- 7月14日 - 桜庭和志、格闘家
- 7月14日 - 吉倉拓児、実業家
- 7月14日 - 吉田康弘、サッカー選手
- 7月14日 - ビリー・ヘリントン、AV男優（+ 2018年）
- 7月15日 - 尾崎小百合、漫才師(かつみ♥さゆり)
- 7月16日 - 戦闘竜扁利、大相撲元力士、格闘家
- 7月16日 - 上中吉成、元プロ野球選手
- 7月17日 - 北村一輝、俳優
- 7月18日 - ザ・グレート・サスケ、プロレスラー・政治家(岩手県議会議員)
- 7月18日 - にしゃんた、大学助教授・博士（経済学）
- 7月20日 - 川島堅、元プロ野球選手
- 7月20日 - 谷口英規、野球選手
- 7月21日 - 井上昌己、シンガーソングライター
- 7月21日 - 蔵田玲子、長野朝日放送アナウンサー
- 7月22日 - 小森愛、AV女優
- 7月22日 - 藤井恒久、日本テレビアナウンサー
- 7月24日 - ジェニファー・ロペス、歌手、女優
- 7月25日 - 落合英二、元プロ野球選手
- 7月25日 - 伊藤真、プロ野球選手
- 7月25日 - 棚田伸、元サッカー選手
- 7月26日 - 萩原康、野球選手
- 7月27日 - トリプルH、プロレスラー
- 7月28日 - マイク・ベルナルド、格闘家（+ 2012年[20]）
- 7月30日 - 尾藤強、高校野球指導者
- 7月31日 - アントニオ・コンテ、元サッカー選手・サッカー指導者
- 7月31日 - 高田哲也、元サッカー選手

### 8月
- 8月1日 - ケビン・ジャービス、元プロ野球選手
- 8月2日 - 時津洋宏典、元大相撲力士（+2019年[21]）
- 8月2日 - 具臺晟、プロ野球選手
- 8月2日 - ヤン・アクセル・ブロンベルク (ヘルハマー)、ミュージシャン
- 8月2日 - 加藤有生子、声優
- 8月3日 - 室園丈裕、声優
- 8月3日 - 三嶋章夫、キングレコードのプロデューサー、同社第三クリエイティブ本部長
- 8月5日 - 後藤田正純、政治家
- 8月5日 - 若田部健一、元プロ野球選手
- 8月6日 - 服部文夫、プロ野球選手
- 8月6日 - 佐々木昌信、プロ野球審判員
- 8月6日 - 坪井直樹、テレビ朝日アナウンサー
- 8月7日 - アレクセイ・スルタノフ、ピアニスト
- 8月9日 - 橋本奈都江、フリーアナウンサー
- 8月9日 - 小原沢重頼、元プロ野球選手
- 8月10日 - ブライアン・ドラモンド、男性声優
- 8月11日 - 飯田覚士、元プロボクサー（元WBA世界スーパーフライ級王者）
- 8月12日 - 東幹久、俳優・タレント
- 8月13日 - 伊藤みどり、元フィギュアスケート選手
- 8月13日 - 能見達也、俳優(+ 2017年[22])
- 8月14日 - 星野敬太郎、元プロボクサー（元WBA世界ミニマム級王者）、（+ 2021年[23]）
- 8月15日 - 高塚正也、声優
- 8月16日 - イヴァン・ミュラー、レーシングドライバー
- 8月17日 - 小飼弾、プログラマー
- 8月17日 - ドニー・ウォルバーグ、ミュージシャン、俳優
- 8月18日 - エドワード・ノートン、俳優
- 8月18日 - 芝草宇宙、元プロ野球選手
- 8月18日 - 誉田哲也、小説家
- 8月19日 - マット・フランコ、プロ野球選手
- 8月19日 - タイロン・ウッズ、プロ野球選手
- 8月19日 - 立浪和義、元プロ野球選手
- 8月20日 - マーク・ホージマー、元プロ野球選手
- 8月21日 - 村上竜太郎、野球選手
- 8月23日 - 五十嵐英樹、元プロ野球選手
- 8月23日 - 小桜セレナ、グラビアアイドル・女優・タレント
- 8月23日 - 藤井彩子、NHKアナウンサー
- 8月23日 - 山咲トオル、漫画家・タレント
- 8月24日 - 福島聡、漫画家
- 8月25日 - 楠田敏之、声優
- 8月26日 - 中川敬輔、ミュージシャン(Mr.Children)
- 8月26日 - 〆さばヒカル、漫才師(〆さば)(+ 2006年)
- 8月27日 - 桂三度(落語家)
- 8月30日 - ディミトリス・スグロス、ピアニスト
- 8月31日 - ネイサン・ミンチー、元プロ野球選手

### 9月
- 9月2日 - 髙村祐、元プロ野球選手
- 9月2日 - 永田寿康、元衆議院議員（+ 2009年）
- 9月2日 - 横山めぐみ、女優
- 9月3日 - 吉田秀彦、柔道選手、格闘家
- 9月3日 - 杉山直樹、元プロ野球選手
- 9月3日 - 鶴田真理子、モデル
- 9月3日 - 中山雅行、プロ野球選手
- 9月4日 - ギオルギ・マルグヴェラシヴィリ、ジョージア大統領
- 9月5日 - 國府田マリ子、声優
- 9月5日 - レオナルド、元サッカー選手・サッカー指導者
- 9月6日 - 會原雅一、お笑いタレント（メッセンジャー）
- 9月6日 - 小村徳男、サッカー選手
- 9月6日 - 東川公則、騎手(岐阜県地方競馬組合)
- 9月7日 - 慶元まさ美、DJ
- 9月7日 - ルディ・ガリンド、フィギュアスケート選手
- 9月8日 - 中西哲生、元サッカー選手・スポーツジャーナリスト
- 9月8日 - ガリー・スピード、元サッカー選手・サッカー指導者（+ 2011年）
- 9月9日 - 野林大樹、元プロ野球選手
- 9月11日 - エドゥアルド・ペレス、元プロ野球選手
- 9月12日 - 丸山茂樹、プロゴルファー
- 9月12日 ‐ 西谷浩一、高校野球指導者
- 9月13日 - 伊藤博康、元プロ野球選手
- 9月13日 - 小田切千、NHKアナウンサー
- 9月14日 - ポン・ジュノ、映画監督
- 9月17日 - ビスマルク、サッカー選手
- 9月17日 - 三瀬真美子、タレント（シェイプUPガールズ）
- 9月18日 - 今垣光太郎、競艇選手
- 9月18日 - 村田勝喜、元プロ野球選手
- 9月18日 - 赤羽秀之、俳優
- 9月19日 - 島田一輝、元プロ野球選手
- 9月19日 - キャンディ・ダルファー、サックス奏者
- 9月21日 - 高橋盾、ファッションデザイナー
- 9月22日 - 渡辺真美、歌手
- 9月22日 - ジェフ・バリー、元プロ野球選手
- 9月22日 - 水野真里子、フリーアナウンサー
- 9月23日 - 鈴木杏樹、女優
- 9月23日 - 木瀬親方、元幕内肥後ノ海
- 9月24日 - 田原健一、ギタリスト (Mr.Children)
- 9月24日 - 有働克也、元プロ野球選手
- 9月25日 - キャサリン・ゼタ＝ジョーンズ、女優
- 9月25日 - 村上順子、元読売テレビアナウンサー
- 9月26日 - 小林茂生、プロ野球選手
- 9月27日 - 松本好二、元プロボクサー
- 9月27日 - 西岡洋、元プロ野球選手
- 9月28日 - 仙道敦子、女優
- 9月28日 - 渡辺美奈代、タレント（元おニャン子クラブ）
- 9月28日 - 渡邉一平、元サッカー選手
- 9月28日 - キム・ヘソン、女優
- 9月29日 - 輝面龍政樹、大相撲力士
- 9月30日 - 竹谷とし子、政治家・公認会計士

### 10月
- 10月1日 - 木下尚紀、声優
- 10月1日 - 宮永治郎、ミュージシャン
- 10月1日 - 横山健、ミュージシャン
- 10月1日 - 佐藤康光、将棋棋士
- 10月2日 - 徳光由禾、声優
- 10月2日 - 山瀬まみ、タレント
- 10月2日 - 高井一、元プロ野球選手
- 10月2日 - アラン・ニューマン、元プロ野球選手
- 10月3日 - 石田ゆり子、女優
- 10月3日 - tetsuya、ミュージシャン(L'Arc〜en〜Ciel)
- 10月3日 - 藤島誠剛、元プロ野球選手
- 10月3日 - グウェン・ステファニー、歌手
- 10月6日 - オザワ部長、吹奏楽作家
- 10月7日 - 名塚善寛、元サッカー選手
- 10月7日 - 加藤望、元サッカー選手
- 10月9日 - 秋山準、プロレスラー
- 10月10日 - おたっきぃ佐々木、ラジオディレクター、パーソナリティー
- 10月10日 - ブレット・ファーヴ、元アメリカンフットボール選手
- 10月11日 - 五十嵐明、元プロ野球選手
- 10月13日 - ナンシー・ケリガン、フィギュアスケート選手
- 10月14日 - 岡野浩介、声優
- 10月13日 - アンドレイ・ブシュコフ、フィギュアスケート選手
- 10月15日 - 神戸勝彦、イタリア料理人
- 10月15日 - ビトール・バイーア、元サッカー選手
- 10月16日 - ウェンディ・ウィルソン、ミュージシャン(ウィルソン・フィリップス)
- 10月16日 - 大森隆男、プロレスラー
- 10月17日 - アーニー・エルス、プロゴルファー
- 10月18日 - 安原麗子、女優
- 10月18日 - 北原喜久男、プロ野球選手
- 10月19日 - 青羽剛、声優
- 10月19日 - 佐藤恒治、エンジニア、トヨタ自動車社長
- 10月19日 - 江橋摩美、フリーアナウンサー
- 10月19日 - 日立龍栄一、元大相撲力士
- 10月19日 - 佐々木明子、テレビ東京アナウンサー
- 10月21日 - 辻本弘樹、元プロ野球選手
- 10月22日 - キューティー鈴木、元女子プロレスラー・タレント
- 10月22日 - ヘクター・カラスコ、元プロ野球選手
- 10月22日 - アリエル・プリエト、メジャーリーガー
- 10月23日 - 楠瀬志保、元スピードスケート選手
- 10月24日 - 及川光博、歌手・俳優
- 10月24日 - 菊田真紀子、政治家
- 10月24日 - 吉田直、作家(+ 2004年)
- 10月24日 - アーサー・ローズ、元メジャーリーガー
- 10月25日 - 立洸熊五郎、元大相撲力士
- 10月25日 - シモーネ・コッホ、フィギュアスケート選手
- 10月26日 - 諏訪哲史、小説家
- 10月26日 - Sammy、歌手
- 10月28日 - 大道典嘉、元プロ野球選手
- 10月29日 - 陶晶瑩、歌手・司会者
- 10月31日 - TOKI、ミュージシャン（C4）
- 10月31日 - 八十祐治、弁護士、元サッカー選手

### 11月
- 11月2日 - 高村めぐみ、声優
- 11月4日 - 池津祥子、女優
- 11月4日 - ショーン・コムズ、MC (ヒップホップ)
- 11月5日 - 長岡学、元プロ野球選手
- 11月7日 - エレーヌ・グリモー、ピアニスト
- 11月10日 - エレン・ポンピオ、女優
- 11月10日 - イェンス・レーマン、サッカー選手
- 11月11日 - 浜名千広、元プロ野球選手
- 11月11日 - 松井繁、競艇選手
- 11月11日 - 田中晶子、ヴァイオリニスト
- 11月11日 - 寺田貴信、ゲームクリエイター
- 11月12日 - 宮城野親方、元十両金親
- 11月12日 - 渡邉哲也、経済評論家
- 11月13日 - ジェラルド・バトラー、俳優
- 11月13日 - 浅野まゆみ、声優
- 11月13日 - リゴ・ベルトラン、元プロ野球選手
- 11月14日 - 沢木美佳子、タレント・アナウンサー
- 11月14日 - 鈴木英哉、ミュージシャン(Mr.Children)
- 11月14日 - 西川弘剛、ミュージシャン(GRAPEVINE)
- 11月14日 - 塚本善之、プロ野球選手
- 11月15日 - 栃乃藤達之、元大相撲力士・現若者頭
- 11月16日 - ピート・ローズ・ジュニア、メジャーリーガー
- 11月17日 - 置鮎龍太郎[24]、声優
- 11月17日 - 木村一八、俳優
- 11月18日 - 木村浩一郎、元プロレスラー・総合格闘家（+ 2014年）
- 11月18日 - サム・キャセール、元バスケットボール選手
- 11月20日 - 芙苑晶、音楽家
- 11月21日 - 盛田幸妃、元プロ野球選手（+ 2015年）
- 11月21日 - 瀬尾智美、女優
- 11月21日 - ケン・グリフィー・ジュニア、元メジャーリーガー
- 11月22日 - 手塚伸一、ラジオ福島アナウンサー
- 11月22日 - 吉本亮、元プロ野球選手
- 11月23日 - バイロン・モレノ、元サッカー審判員
- 11月23日 - オリビエ・ベレッタ、カーレーサー・元F1レーサー
- 11月24日 - 草地章江、声優
- 11月26日 - 土井善和、元野球選手
- 11月26日 - ショーン・ケンプ、元バスケットボール選手
- 11月28日 - 堀内健、お笑いタレント(ネプチューン)
- 11月28日 - 野村真弓、声優
- 11月28日 - ロブ・ネン、元メジャーリーガー
- 11月29日 - たいせい、ミュージシャン・作曲家(シャ乱Q)
- 11月29日 - 村上利恵、女優、スーツアクター
- 11月29日 - マリアノ・リベラ、元メジャーリーガー
- 11月29日 - ケーシー・ケラー、元サッカー選手

### 12月
- 12月1日 - やぶうち優、漫画家
- 12月1日 - 三輪隆、元プロ野球選手
- 12月1日 - 芦沢公一、プロ野球選手
- 12月2日 - 小坂憲央、山形放送アナウンサー
- 12月3日 - ビル・スティアー、ミュージシャン
- 12月4日 - 浅香唯、タレント
- 12月4日 - ジェイ・Z、ラッパー、作詞家、作曲家、音楽プロデューサー
- 12月6日 - 桑原貞雄、お笑い芸人、ピーピングトム
- 12月10日 - ジョン・ズーバー、元プロ野球選手
- 12月11日 - 若松親方、元幕内朝乃若
- 12月11日 - 町田公二郎、元プロ野球選手
- 12月11日 - ヴァレンティーナ・リシッツァ、ピアニスト
- 12月12日 - デリック・ホワイト、元プロ野球選手
- 12月12日 - ラファエル・ディアス、元プロ野球選手
- 12月12日 - クリス・ウィルツ、フィギュアスケート選手
- 12月13日 - 石川英郎、声優
- 12月13日 - 古本新之輔[25]、俳優・声優
- 12月13日 - 柴崎浩、作曲家・ギタリスト(元WANDS)
- 12月14日 - テル、お笑いタレント（元どーよ）
- 12月14日 - デービッド・ニルソン、元プロ野球選手
- 12月16日 - マリオス・イリオポウロス、ミュージシャン（ナイトレイジ、元エグズメーション）
- 12月17日 - 大和剛、元大相撲力士（+ 2024年）
- 12月17日 - 田村潔司、格闘家
- 12月17日 - ルディ・ペンバートン、元プロ野球選手
- 12月18日 - 森田太、TOKYO FM編成製作局番組制作部専任部長
- 12月18日 - サンチャゴ・カニサレス、サッカー選手
- 12月18日 - 飯田章、レーシングドライバー
- 12月20日 - 荻原健司、元ノルディックスキー選手・元参議院議員(自民党)、長野市長
- 12月20日 - 荻原次晴、スポーツキャスター・元ノルディックスキー選手
- 12月20日 - 横山智佐、声優
- 12月20日 - 池森秀一、ミュージシャン(DEENボーカル)
- 12月20日 - ナデジダ・グラチョーワ、バレリーナ
- 12月20日 - ティエリ・ジレ、フランス騎手協会事務局長、元騎手
- 12月21日 - 平川健太郎、日本テレビアナウンサー
- 12月23日 - 朝乃翔嚆矢、元大相撲力士
- 12月23日 - 並木伸一、声優（+ 2020年）
- 12月24日 - 久田俊裕、お笑い、のイズ
- 12月24日 - 松下美由紀、声優
- 12月27日 - ジャン＝クリストフ・ブイヨン、元F1ドライバー
- 12月28日 - リーナス・トーバルズ、Linuxカーネル開発者
- 12月28日 - ロドニー・ペドラザ、元プロ野球選手
- 12月28日 - 井上嘉浩、元オウム真理教幹部、元死刑囚（+ 2018年）
- 12月29日 - 柴原浩、プロ野球選手
- 12月31日 - 大黒摩季、ミュージシャン
- 12月31日 - 東貴博、お笑いタレント(Take2)

## 人物以外
- 3月8日 - ランドプリンス、競走馬

## 死去

### 1月
- 1月8日 - アルバート・ヒル、陸上競技選手(* 1889年)
- 1月8日 - 森寅雄、剣道家(* 1914年)
- 1月19日 - ヤン・パラフ、「プラハの春」の英雄として知られる大学生(* 1948年)
- 1月29日 - アレン・ウェルシュ・ダレス、CIA長官(* 1893年)
- 1月30日 - ドミニク・ピール、司祭(* 1910年)
- 1月31日 - メヘル・バーバー、宗教家(* 1894年)

### 2月
- 2月1日 - 東久邇盛厚、日本の元皇族(* 1916年)
- 2月2日 - ジョヴァンニ・マルティネッリ、テノール歌手(* 1885年)
- 2月2日 - ボリス・カーロフ、俳優(* 1887年)
- 2月11日 - 江藤小三郎、思想家、憂国烈士(* 1943年)
- 2月12日 - 福澤幸雄、レーサー(* 1943年)
- 2月14日 - ヴィト・ジェノヴェーゼ、マフィア幹部(* 1897年)
- 2月19日 - ドク・ホワイト、メジャーリーガー（* 1879年）
- 2月20日 - エルネスト・アンセルメ、指揮者(* 1883年)
- 2月21日 - イツィク・マンゲル、イディッシュ語作家(* 1901年)
- 2月23日 - サウード・ビン・アブドゥルアズィーズ、サウジアラビア王(* 1902年)
- 2月23日 - コンスタンティン・シルヴェストリ、指揮者(* 1913年)
- 2月26日 - カール・ヤスパース、哲学者・精神科医(* 1883年)
- 2月26日 - レヴィ・エシュコル、イスラエル首相(* 1896年)

### 3月
- 3月2日 - 若羽黒朋明、大相撲力士・元大関(* 1934年)
- 3月5日 - 東くめ、童謡作詞家（* 1877年）[26]
- 3月11日 - ジョン・ウィンダム、SF作家(* 1903年)
- 3月14日 - ベン・シャーン、画家(* 1898年)
- 3月14日 - ヘイニー・ジマーマン、メジャーリーガー（* 1887年）
- 3月15日 - 武藏山武、大相撲第33代横綱(* 1909年)[26]
- 3月21日 - コートニー・ホイットニー、弁護士・法学博士、合衆国米軍将官(* 1897年)
- 3月24日 - ジョセフ・カサブブ、コンゴ大統領(* 1910年?)
- 3月28日 - ドワイト・D・アイゼンハワー、第34代アメリカ合衆国大統領(* 1890年)
- 3月30日 - ルシアン・ビアンキ、レーシングドライバー（* 1934年）

### 4月
- 4月5日 - 関亀治、陸軍軍人（* 1886年）
- 4月6日 - エドゥアルト・シュトラウス2世、指揮者（* 1910年）
- 4月6日 - 川村驥山、書家・日本芸術院会員（* 1882年）
- 4月8日 - 石丸梧平、宗教家・小説家（* 1886年）
- 4月8日 - 佐伯忠義、農業指導者・政治家（* 1897年）
- 4月8日 - 平沢安次郎、陸軍軍人（* 1875年）
- 4月9日 - 薗田香勲、ドイツ文学者・仏教学者（* 1905年）
- 4月10日 - 山中三郎、戦国武将山中鹿介の研究者（* 1876年）
- 4月10日 - 町村泰男、実業家（* 1915年）
- 4月13日 - 郡谷照一郎、政治家・実業家（* 1876年）
- 4月14日 - ロベルト・フィルポ、タンゴの指揮者・ピアニスト・作曲家（* 1884年）
- 4月16日 - 嵯峨根遼吉、物理学者（* 1905年）
- 4月17日 - 御影池辰雄、内務官僚（* 1892年）
- 4月20日 - 島田千寿、実業家・政治家（* 1898年）
- 4月22日 - 田中緑紅、郷土史家（* 1891年）
- 4月24日 - 宇野脩平、歴史学者（* 1913年）
- 4月26日 - 植芝盛平、合気道の創始者として著名な武道家（* 1883年）[26]
- 4月26日 - 中永太郎、陸軍軍人（* 1893年）
- 4月26日 - 本多まつ江、教員・司法保護司・教誨師（* 1889年）
- 4月26日 - 植芝盛平、武道家・合気道の創始者（* 1883年）
- 4月29日 - ジュリアス・カッチェン、ピアニスト（* 1926年）
- 4月29日 - 阿左美広治、実業家・政治家（* 1888年）

### 5月
- 5月2日 - フランツ・フォン・パーペン、ヴァイマル共和国時代のドイツ首相（* 1879年）
- 5月2日 - 平川虎臣、小説家（* 1903年）
- 5月3日 - 小槙孝二郎、アマチュア天文家（* 1903年）
- 5月3日 - 香山蕃、日本ラグビーフットボール協会第3代会長（* 1894年）
- 5月5日 - エディ・シーコット、メジャーリーガー（* 1884年）
- 5月5日 - 中村重兵衛、長寿日本一とされていた男性（* 1852年?）
- 5月7日 - 加藤誠平、林学者・造園家・登山家（* 1906年）
- 5月7日 - 水原浩一、俳優（* 1909年）
- 5月8日 - 松平信子、松平恒雄の妻（* 1886年）
- 5月9日 - 潮田江次、政治学者（* 1901年）
- 5月9日 - 藤田山忠義、元大相撲力士・プロレスラー（* 1924年）
- 5月10日 - 塩野直道、教育者（* 1898年）
- 5月13日 - 杤木嘉郎、実業家・政治家（* 1889年）
- 5月14日 - ウォルター・ピッツ、論理学者・数学者（* 1923年）
- 5月15日 - 地道行雄、ヤクザ（* 1922年）
- 5月19日 - 上村進、弁護士・政治家（* 1883年）
- 5月19日 - 北川桃雄、美術史家（* 1899年）
- 5月19日 - 新井京太、実業家・政治家（* 1887年）
- 5月21日 - 平林盛人、陸軍軍人・政治家（* 1887年）
- 5月22日 - 山口喜一、ジャーナリスト（* 1881年）
- 5月22日 - 浜田正信、実業家・政治家（* 1903年）
- 5月23日 - 吉村萬治郎、初代富士通信機製造社長・創業者（* 1886年）
- 5月25日 - 酒井朝彦、児童文学作家（* 1894年）
- 5月27日 - ジェフリー・ハンター、俳優（* 1926年）
- 5月27日 - ルー・ジャクソン、元プロ野球選手（* 1935年）
- 5月29日 - 金野岩治、政治家（* 1887年）
- 5月29日 - 宇野秀次郎、政治家・衆議院議員（* 1893年）
- 5月31日 - 林真、陸軍軍人（* 1884年）

### 6月
- 6月1日 - 小島利男、元プロ野球選手（* 1913年）
- 6月1日 - 辻村みちよ、農学者・日本初の女性農学博士（* 1888年）
- 6月1日 - 井本常作、弁護士・政治家（* 1880年）
- 6月1日 - 今村長太郎、実業家・政治家（* 1900年）
- 6月5日 - 東郷彪、官僚・政治家（* 1885年）
- 6月5日 - 安達潮花、いけばな安達流挿花創流者（* 1887年）
- 6月6日 - ラファエル・オスナ、テニス選手（* 1938年）
- 6月7日 - 柳田泉、明治文学研究者・翻訳家（* 1894年）
- 6月9日 - 笠原敏郎、都市計画家・内務官僚（* 1882年）
- 6月10日 - 松井太久郎、陸軍軍人（* 1887年）
- 6月10日 - 阪本越郎、詩人・ドイツ文学者（* 1906年）
- 6月12日 - 塩尻公明、哲学者・神戸大学名誉教授（* 1901年）
- 6月14日 - 三浦光子、女優（* 1917年）
- 6月16日 - 荒木正三郎、労働運動家・教育者・政治家（* 1906年）
- 6月17日 - 栗原古城、英文学者・翻訳家（* 1882年）
- 6月18日 - 赤藤庄次、陸軍軍人（* 1893年）
- 6月22日 - ジュディ・ガーランド、女優（* 1922年）
- 6月23日 - 矢部長克、地球科学者（* 1878年）[26]
- 6月23日 - 矢崎勘十、陸軍軍人（* 1893年）
- 6月23日 - 白井信太郎、興行師・松竹重役（* 1897年）
- 6月24日 - 高野悦子、遺稿『二十歳の原点』で知られる大学生（* 1949年）
- 6月24日 - 金沢正夫、海軍軍人（* 1889年）
- 6月24日 - 下野一霍、陸軍軍人（* 1889年）
- 6月26日 - 堀新、実業家・関西電力元会長（* 1883年）
- 6月28日 - 中村登一、建築指導者・建築家（* 1915年）
- 6月28日 - 中野武雄、実業家・政治家（* 1901年）
- 6月30日 - 加藤成之、音楽教育者・音楽学者・政治家（* 1893年）

### 7月
- 7月1日 - 山田俊介、政治家・内務官僚（* 1899年）
- 7月2日 - 成瀬巳喜男、映画監督（* 1905年）[26]
- 7月3日 - ブライアン・ジョーンズ、元ローリング・ストーンズのギタリスト（* 1942年）
- 7月4日 - アーウィン・ブルーメンフェルド、写真家（* 1897年）
- 7月4日 - 中村蘭台 (2代)、篆刻家（* 1892年）
- 7月5日 - ヴァルター・グロピウス、建築家（* 1883年）
- 7月5日 - ヴィルヘルム・バックハウス、ピアニスト（* 1884年）
- 7月7日 - 麦倉俊三郎、陸軍軍人（* 1888年）
- 7月7日 - 三苫正雄、工芸家・教育学者（* 1893年）
- 7月7日 - 福武枯木、俳人・作詞家（* 1886年）
- 7月9日 - 田中頼三、海軍軍人（* 1892年）
- 7月10日 - 岩川与助、実業家・政治家（* 1886年）
- 7月12日 - 石川謙、教育史学者（* 1891年）
- 7月13日 - 森悌次郎、体育学者・大学教授・サッカー選手（* 1896年）
- 7月14日 - 坂本繁二郎、洋画家（* 1882年）[26]
- 7月14日 - 富永次郎、美術評論家（* 1909年）
- 7月14日 - 鈴木正久、日本基督教団の牧師（* 1912年）
- 7月14日 - 綾曻竹藏、元大相撲力士（* 1908年）
- 7月14日 - 岩佐俊、陸軍軍人（* 1888年）
- 7月15日 - ペーター・ファン・アイク、俳優（* 1913年）
- 7月16日 - 井植歳男、三洋電機創業者（* 1902年）
- 7月17日 - 市川雷蔵、歌舞伎役者・映画俳優（* 1931年）
- 7月17日 - 大場正史、翻訳家・性文化研究者（* 1914年）
- 7月17日 - 菅原佐平、海軍軍医（* 1885年）
- 7月17日 - 井上乙彦、陸軍軍人（* 1885年）
- 7月18日 - 塩沢清宣、陸軍軍人（* 1892年）
- 7月22日 - 松岡譲、小説家（* 1891年）
- 7月22日 - 坂田英一、官僚・政治家（* 1897年）
- 7月23日 - 平井三郎、元プロ野球選手（* 1923年）
- 7月24日 - ヴィトルド・ゴンブローヴィッチ、小説家・劇作家（* 1904年）
- 7月24日 - 豊田収、教育者・政治家（* 1882年）
- 7月25日 - オットー・ディクス、画家（* 1891年）
- 7月25日 - ダグラス・ムーア、作曲家（* 1893年）
- 7月25日 - 鳴海周次郎、政治家・実業家（* 1887年）
- 7月26日 - 平良辰雄、官僚・政治家（* 1892年）
- 7月26日 - 村田嘉久子、舞台女優（* 1893年）
- 7月27日 - 樋口清登、陸軍軍人（* 1890年）
- 7月27日 - 松下松治郎、実業家・政治家（* 1896年）
- 7月28日 - 桑原鶴、外交官・文筆家（* 1902年）
- 7月29日 - 村上武次郎、冶金学者（* 1882年）[26]
- 7月30日 - 勝田守一、教育学者（* 1908年）
- 7月30日 - 手塚敏雄、実業家・川崎重工業社長・会長（* 1885年）
- 日付不明 - 中曽根松五郎、商人・上信電鉄社長（* 1889年）

### 8月
- 8月1日 - 小坂狷二、鉄道車両工学の専門家、エスペランティスト（* 1888年）
- 8月3日 - 伊東ハンニ、作家・相場師・社会運動家（* 1898年）
- 8月4日 - 青山秀三郎、鉱山学者（* 1894年）
- 8月5日 - アドルフ・フリードリヒ・ツー・メクレンブルク、探検家・植民地政治家（* 1873年）
- 8月5日 - 石黒芳雄、内科医・内科学者（* 1893年）
- 8月6日 - テオドール・アドルノ、哲学者・社会学者（* 1903年）
- 8月6日 - 生方敏郎、随筆家・文学者（* 1882年）
- 8月6日 - 近藤憲二、無政府主義者（* 1895年）
- 8月6日 - 久野久、地球化学者（* 1910年）
- 8月7日 - ジョゼフ・コズマ、作曲家（* 1905年）
- 8月7日 - 高橋道男、宗教家・政治家（* 1905年）
- 8月8日 - 内田佐七、実業家（* 1878年）
- 8月8日 - 長尾達生、実業家・政治家（* 1892年）
- 8月9日 - シャロン・テート、女優（* 1943年）
- 8月9日 - セシル・パウエル、物理学者（* 1903年）
- 8月9日 - 中川幸平、実業家。政治家（* 1890年）
- 8月10日 - 小泉純也、元防衛庁長官（* 1904年）
- 8月10日 - 辻演武、軍人（* 1892年）
- 8月12日 - 瀧正雄、政治家・法学者（* 1884年）
- 8月12日 - 町村敬貴、政治家・実業家（* 1882年）
- 8月16日 - 石坂養平、文芸評論家・政治家（* 1885年）
- 8月16日 - 片村四八、陸軍軍人（* 1888年）
- 8月17日 - ミース・ファン・デル・ローエ、建築家（* 1886年）
- 8月17日 - オットー・シュテルン、物理学者（* 1888年）
- 8月18日 - 中村太郎、剣道家・警察官（* 1922年）
- 8月18日 - 溝尻房蔵、光学研究者（* 1883年）
- 8月18日 - 小高泰雄、経営学者・会計学者（* 1901年）
- 8月19日 - 中山義秀、小説家（* 1900年）
- 8月19日 - 奥村喜和男、逓信官僚（* 1900年）
- 8月20日 - 大山柏、元華族・戦史研究家・考古学者（* 1889年）[26]
- 8月22日 - 赤根谷飛雄太郎、元プロ野球選手（* 1916年）
- 8月22日 - 中野佐三、心理学者（* 1902年）
- 8月22日 - 小山貞雄、政治家（* 1905年）
- 8月23日 - 梅澤彦太郎、実業家（* 1893年）
- 8月23日 - 佐藤カツ、教育者（* 1892年）
- 8月24日 - 中原綾子、女流歌人（* 1898年）
- 8月25日 - ハリー・ハモンド・ヘス、海洋科学者（* 1906年）
- 8月25日 - 月輪賢隆、仏教学者（* 1888年）
- 8月28日 - 中村霞仙 (2代目)、歌舞伎役者（* 1893年）
- 8月28日 - 藤森朋夫、歌人・国文学者（* 1898年）
- 8月29日 - 野内与吉、ペルーのマチュピチュ村の初代村長（* 1895年）
- 8月30日 - 平井楳仙、日本画家（* 1889年）
- 8月30日 - 左近司政三、海軍軍人・政治家（* 1879年）
- 8月31日 - ロッキー・マルシアノ、プロボクサー（* 1923年）

### 9月
- 9月1日 - 坂倉準三、建築家（* 1904年）
- 9月1日 - 今村信次郎、海軍軍人（* 1880年）
- 9月3日 - ホー・チ・ミン、ベトナム民主共和国初代国家主席（* 1890年）
- 9月3日 - 平三郎、技師・緯度観測員（* 1908年）
- 9月5日 - 岡田謙、社会学者・社会人類学者（* 1906年）
- 9月7日 - 一柳満喜子、キリスト教教育者（* 1884年）
- 9月8日 - 志甫勤一郎、陸軍軍人（* 1891年）
- 9月9日 - 安藤鶴夫、小説家・寄席評論家（* 1908年）
- 9月9日 - 鬼頭英一、哲学者（* 1908年）
- 9月12日 - 阿部芳光、陸軍軍人（* 1898年）
- 9月13日 - 吉田暁芳、浮世絵師（* 1877年）
- 9月13日 - 清水泰、国文学者（* 1896年）
- 9月14日 - 田中長茂、農林官僚・政治家（* 1891年）
- 9月15日 - 伊藤正一、会計学者（* 1895年）
- 9月18日 - ルドルフ・ヴァーグナー＝レゲニー、作曲家（* 1903年）
- 9月18日 - 永田菊四郎、民法学者・法学博士・弁護士（* 1895年）
- 9月20日 - エレノア・ブレント＝ダイアー、小説家（* 1894年）
- 9月22日 - 長谷川かな女、俳人（* 1887年）
- 9月22日 - 田中耕、政治家・薬剤師（* 1897年）
- 9月24日 - ウォーレン・マカロック、医学者（* 1899年）
- 9月24日 - 落合太郎、フランス文学者（* 1886年）
- 9月25日 - ポール・シェラー、物理学者（* 1890年）
- 9月25日 - 松村武雄、神話学者（* 1883年）
- 9月26日 - 鍋島綱利、実業家・住友電気工業元社長（* 1910年）
- 9月27日 - 畑良一、野崎産業（現JFE商事）元会長（* 1903年）
- 9月27日 - 内藤克俊、レスリング選手・柔道家（* 1895年）
- 9月28日 - 内田寛一、地理学者（* 1888年）
- 9月29日 - 荒木良雄、国文学者（* 1890年）
- 9月30日 - ハンク・トンプソン、メジャーリーガー（* 1925年）

### 10月
- 10月2日 - ノエル・ヌエット、詩人・画家（* 1885年）
- 10月2日 - 野網和三郎、水産家（* 1908年）
- 10月3日 - 市川左團次 (3代目)、歌舞伎役者（* 1898年）
- 10月5日 - 湯川正夫、製鉄技術者（* 1903年）
- 10月5日 - 馬島僴、医師・社会運動家（* 1893年）
- 10月6日 - ウォルター・ヘーゲン、ゴルファー（* 1892年）
- 10月9日 - 正力松太郎、元読売新聞社社主（* 1885年）[26]
- 10月9日 - エルザ・レントシュミット、フィギュアスケート選手（* 1886年）
- 10月9日 - 浅井恵倫、言語学者（* 1894年）
- 10月11日 - 呉晗、北京市副市長（* 1909年）
- 10月11日 - 中井増太郎、陸軍軍人（* 1895年）
- 10月12日 - ソニア・ヘニー、フィギュアスケート選手（* 1912年）
- 10月14日 - 羽黒山政司、元大相撲力士（* 1914年）[26]
- 10月14日 - 増岡登作、実業家・増岡組の創業者（* 1891年）
- 10月15日 - アブディラシッド・アリー・シェルマルケ、ソマリア大統領（* 1919年）
- 10月16日 - 宮崎周一、陸軍軍人（* 1895年）
- 10月18日 - 今野賢三、プロレタリア文学の作家（* 1893年）
- 10月20日 - 江川為信、政治家・衆議院議員（* 1890年）
- 10月21日 - ヴァツワフ・シェルピニスキ、数学者（* 1882年）
- 10月21日 - ジャック・ケルアック、小説家・詩人（* 1922年）
- 10月22日 - 駒村資正、実業家・政商（* 1894年）
- 10月22日 - 中山正男、小説家・実業家（* 1911年）
- 10月23日 - 鹿倉吉次、実業家・TBS元社長（* 1885年）
- 10月23日 - 早川慎一、鉄道官僚・政治家（* 1896年）
- 10月25日 - 阿部英児、柔道家・実業家（* 1899年）
- 10月25日 - 広瀬勝邦、政治家・衆議院議員（* 1917年）
- 10月26日 - 木下敏、陸軍軍人（* 1886年）
- 10月27日 - 正野重方、気象学者（* 1911年）
- 10月29日 - 藤井五一郎、弁護士・裁判官（* 1892年）
- 10月30日 - 木宮泰彦、歴史学者・教育家（* 1887年）
- 10月31日 - 木々高太郎、推理作家（* 1897年)[26]
- 10月31日 - 今井五六、実業家・政治家・教育者（* 1893年）

### 11月
- 11月1日 - 坂本龍起、外交官・駐ペルー公使（* 1894年）
- 11月2日 - 伊東二郎丸、実業家・政治家・華族（* 1883年）
- 11月6日 - マックス・クノール、電子顕微鏡開発者の1人として有名な技術者（* 1897年）
- 11月6日 - 井内彦四郎、実業家（* 1888年）
- 11月8日 - ヴェスト・スライファー、天文学者（* 1875年）
- 11月9日 - 若木勝蔵、教育者・労働運動家・政治家（* 1897年）
- 11月10日 - 石坂修一、最高裁判所判事（* 1895年）
- 11月11日 - 長谷川如是閑、ジャーナリスト・評論家（* 1875年）[26]
- 11月12日 - 劉少奇、第2代中華人民共和国主席（* 1898年）
- 11月13日 - 井上庚二郎、外交官・駐ハンガリー公使（* 1890年）
- 11月15日 - 伊藤整、小説家（* 1905年）[26]
- 11月15日 - ビリー・サウスワース、メジャーリーガー（* 1893年）
- 11月16日 - 大槻喬、電気工学者・電気学会会長（* 1893年）
- 11月17日 - 徳川圀順、華族・政治家・陸軍軍人（* 1886年）
- 11月19日 - 児玉彰三郎、歴史学者（* 1931年）
- 11月19日 - 門脇勝太郎、実業家・政治家（* 1898年）
- 11月20日 - 中村岳陵、日本画家（* 1890年）
- 11月20日 - 新田義美、華族・男爵（* 1899年）
- 11月21日 - 石田波郷、俳人（* 1913年）
- 11月21日 - 佐藤孝三郎、内務官僚（* 1868年）
- 11月21日 - 北小路三郎、宮内官・政治家・華族（* 1890年）
- 11月24日 - 園正造、数学者（* 1886年）
- 11月25日 - 三宅仁、病理学者（* 1908年）
- 11月25日 - 齊藤金作、法学者（* 1903年）
- 11月26日 - 木口九峰、彫刻家（* 1895年）
- 11月29日 - 後藤格次、農芸化学者（* 1889年）
- 11月29日 - 田村栄太郎、歴史家（* 1893年）
- 11月29日 - 細川忠雄、新聞記者（* 1909年）
- 11月29日 - 伊達宗彰、華族・政治家・実業家（* 1905年）

### 12月
- 12月1日 - マジック・サム、ブルースギタリスト・歌手（* 1937年）
- 12月1日 - 高柳光寿、歴史学者（* 1892年）
- 12月1日 - 諸戸清六 (2代目)、資産家・実業家（* 1888年）
- 12月2日 - クリメント・ヴォロシーロフ、元ソ連最高会議幹部会議長（* 1881年）
- 12月2日 - 生越三郎、技術者・実業家・政治家（* 1897年）
- 12月2日 - 新田仲太郎、実業家（* 1878年）
- 12月3日 - 長谷部言人、人類学者（* 1882年）[26]
- 12月4日 - 門叶宗雄、内務・防衛官僚（* 1906年）
- 12月4日 - 沢田謙、評論家・伝記作家（* 1894年）
- 12月4日 - 秋葉安太郎、国文学者・日本大学学長（* 1895年）
- 12月4日 - 長島乙吉、アマチュア鉱物研究者（* 1890年）
- 12月5日 - アリス・オブ・バッテンバーグ、ギリシャの王族（* 1885年）
- 12月5日 - 佐々木喬、農学者（* 1889年）
- 12月6日 - 松室孝良、陸軍軍人（* 1886年）
- 12月7日 - フランク・オドール、米メジャーリーグの選手・監督（* 1897年）
- 12月7日 - 渡辺渡、陸軍軍人（* 1896年）
- 12月9日 - 正田昭、死刑囚・小説家 （* 1929年）
- 12月9日 - 高坂正顕、哲学者（* 1900年）
- 12月9日 - 中村彰、俳優（* 1916年）
- 12月10日 - 太田八重子、ヌードモデル（* 1944年）
- 12月10日 - 川越茂、外交官（* 1881年）
- 12月11日 - アルブレヒト・フォン・ウラッハ、画家・作家・ジャーナリスト・言語学者・外交官（* 1903年）
- 12月12日 - 鈴木里一郎、政治家・実業家（* 1892年）
- 12月13日 - 獅子文六、小説家（* 1893年）[26]
- 12月13日 - レイモンド・スプルーアンス、アメリカ海軍の大将（* 1886年）
- 12月14日 - 亀井俊雄、能楽師（* 1896年）
- 12月15日 - 堀毛一麿、陸軍軍人（* 1895年）
- 12月16日 - 坂田祐、陸軍軍人・教育者（* 1878年）
- 12月16日 - 三浦碌郎、内務・台湾総督府官僚・政治家（* 1882年）
- 12月17日 - 池部鈞、風刺漫画家・洋画家（* 1886年）
- 12月18日 - チャールズ・ドボラク、陸上競技選手（* 1878年）
- 12月18日 - 木下栄市、陸軍軍人（* 1893年）
- 12月21日 - 水谷武彦、美術教育者・建築教育者（* 1898年）
- 12月21日 - 宇佐美珍彦、外交官・駐エジプト公使（* 1893年）
- 12月22日 - 新海栄治、甲府市長（* 1883年）
- 12月23日 - 横井俊之、海軍軍人（* 1897年）
- 12月25日 - 倉田主税、実業家・株式会社日立製作所元社長・会長（* 1886年）
- 12月25日 - 榎園喜徳、法学者（* 1906年）
- 12月25日 - 鳥畠徳次郎、実業家・政治家（* 1893年）
- 12月25日 - 藤間林太郎、俳優（* 1899年）
- 12月26日 - 林容吉、財政学者・翻訳家（* 1912年）
- 12月27日 - 福田啓作、教育者・郷土史家（* 1878年）
- 12月29日 - 大谷竹次郎、実業家、松竹を創業（* 1877年）
- 12月29日 - 志田義信、ジャーナリスト・政治家（* 1906年）
- 12月30日 - 田中長一郎、田中鉱山副社長（* 1881年）
- 12月30日 - 岡本利之、元プロ野球選手（* 1916年）
- 12月30日 - 由起しげ子、作家（* 1900年）[26]

## ノーベル賞
- 物理学賞 - マレー・ゲルマン
- 化学賞 - デレック・バートン オッド・ハッセル
- 生理学・医学賞 - マックス・デルブリュック アルフレッド・ハーシー サルバドール・エドワード・ルリア
- 文学賞 - サミュエル・ベケット
- 平和賞 - 国際労働機関
- 経済学賞 - ラグナル・フリッシュ ヤン・ティンバーゲン